# アキレス最後の戦い
「アキレス最後の戦い」（アキレスさいごのたたかい、Achilles Last Stand）は、イギリスのロックバンド、レッド・ツェッペリンの楽曲。1976年、彼らの第7作アルバム『プレゼンス』のA面1曲目に収められて発表された。作詞作曲はジミー・ペイジとロバート・プラント。レコードでの演奏時間は10分20秒余。

## 概要
1975年秋、ギリシアのロドス島で交通事故に遭い重傷を負ったプラントが、静養のためマリブに滞在中、ペイジとともに作った曲。同年の6月にペイジとプラントはモロッコを旅行しており、ペイジは本曲の制作にあたり、同地の伝統音楽の影響を強く受けたという。
レッド・ツェッペリンのスタジオ録音曲目中、最も長大な曲の一つ。
曲はコーラス効果の施されたエレクトリックギターのアルペジオによる序奏に始まり、スネアドラムを合図にドラムス、エレクトリックベース、エレクトリックギターによるパワフルなアンサンブルが開始される。基本的には16ビートのメインリフと音階進行する付点音符のリフとが交互に反復進行し、三連リズムがアクセントを添える構成であるが、ペイジの緻密なギター・オーケストレーション（ペイジは1ダースに余るギターのオーバーダビングを一晩でやり遂げたという）に、ジョン・ボーナムの強力なドラミング、ジョン・ポール・ジョーンズの疾走感あるベース（カスタムメイドのアレンビック8弦ベースを使用）が相まって、複雑かつ劇的な印象の曲になっている。またギターソロはペイジ自身も気に入っているという。
音階進行のモチーフは、1973年のアメリカツアーにおける「幻惑されて」の演奏中にその萌芽を見ることができる（映画『レッド・ツェッペリン狂熱のライヴ』で確認できる）。ペイジはしばしば「『幻惑されて』のステージ演奏中に多くのアイディアを得た」と述べており、この曲はその一例と判断できる。
プラントの歌詞は1975年のアメリカツアー後に行った前出のモロッコ旅行の印象が基礎となっているといわれるが、抽象的な歌詞となっている。歌詞の中にギリシア神話の英雄アキレウスは登場しない。

## ステージ・パフォーマンス
ライブではオリジナルよりテンポを上げたヴァージョンになっている。1977年のアメリカツアーでレパートリーに加えられ、常にコンサート終盤のハイライトとして演奏された。「レッド・ツェッペリン DVD」には1979年のネブワース・フェスティバルでの演奏が収録されている。1980年のヨーロッパツアーでも演奏されたが、7月7日のベルリン公演（レッド・ツェッペリンの最後の公演）では演奏されなかった。